# Astérix legionario
Astérix legionario es un cómic de la serie Astérix el Galo creada por el dibujante Albert Uderzo y el guionista René Goscinny. Es la décima aventura de Astérix, fue publicada por primera vez en la revista francesa Pilote, el 11 de noviembre de 1966 y en forma de libro al año siguiente, con una tirada de un millón de ejemplares.[cita requerida] En español, fue publicado como el número 9.[cita requerida]
El argumento de este álbum, junto con el de Astérix gladiador, fue usado como base para las películas Astérix y Obélix contra César y Astérix y la sorpresa del César.

## Argumento
Astérix y Obélix conocen a Falbalá, sobrina del jefe Abraracúrcix, y Obélix se enamora de ella a primera vista, pero esa emoción se le derrumba al enterarse de que Falbalá está comprometida con Tragicómix. En el mismo momento en que Obélix se entera de estas noticias, Falbalá recibe una carta de Tragicómix que dice que ha sido enrolado por los romanos y llevado como legionario a la batalla, y ha sido hecho prisionero por el ejército enemigo de Julio César. Como resultado de varias investigaciones, Astérix y Obélix averiguan que Tragicómix se halla en alguna región de África. Los héroes deciden enrolarse en el ejército romano para encontrarlo, salvarle la vida y liberarlo.

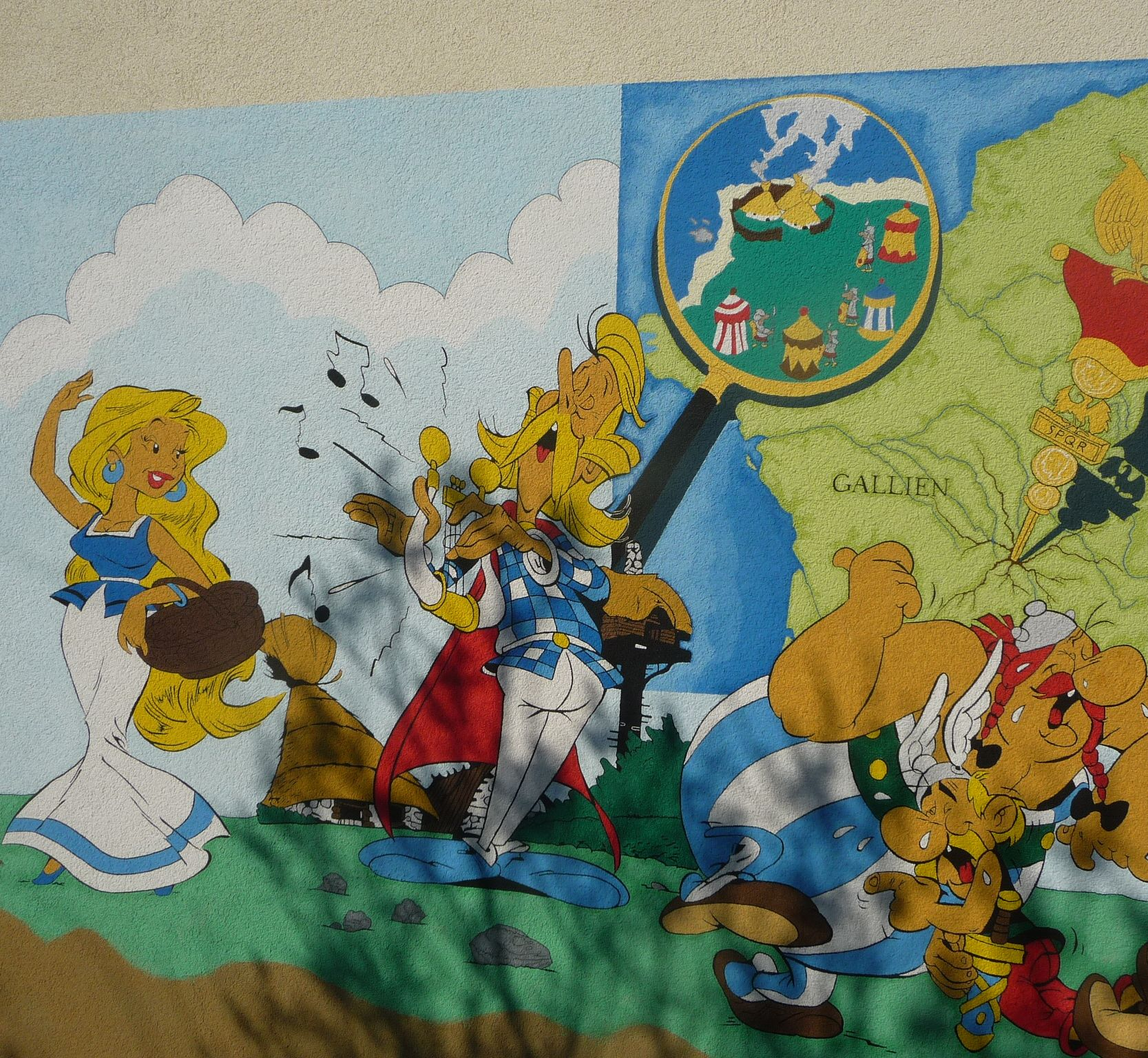
Falbalá, Asurancetúrix, Obélix y Astérix representados en un mural de Ludwigshafen am Rhein. Las figuras de Astérix y Obélix son como las de la portada del álbum El escudo arverno; la de Falbalá corresponde a Astérix legionario.

.

## Caricaturas de famosos
- El personaje Tragicómix es una caricatura del actor francés Jean Marais.